# Pterostylis
Pterostylis is een geslacht uit de orchideeënfamilie en de onderfamilie Orchidoideae.
Het geslacht telt ongeveer honderd soorten en komt voor in het Australaziatisch gebied.

## Naamgeving
- Synoniemen: Diplodium Sw. (1810), Oligochaetochilus Szlach. (2001), Plumatichilos Szlach. (2001), Petrorchis D.L. Jones & M.A. Clem. (2002), Linguella D.L. Jones & M.A. Clem. (2002), Crangonorchis D.L. Jones & M.A. Clem. (2002), Hymenochilus D.L. Jones & M.A. Clem. (2002), Bunochilus D.L. Jones & M.A. Clem. (2002), Speculantha D.L. Jones & M.A. Clem. (2002), Ranorchis D.L. Jones & M.A. Clem. (2002), Taurantha D.L. Jones & M.A. Clem. (2002), Pharochilum D.L. Jones & M.A. Clem. (2002), Eremorchis D.L. Jones & M.A. Clem. (2002), Urochilus D.L. Jones & M.A. Clem. (2002), Stamnorchis D.L. Jones & M.A. Clem. (2002)
- Engels: Greenhood

## Kenmerken
Pterostylis-soorten zijn terrestrische orchideeën. Ze worden gekenmerkt door een gevleugeld gynostemium of zuiltje. De australische naam 'greenhood' (groenkapje) wijst op de groene helm, die de meeste bloemen bezitten.

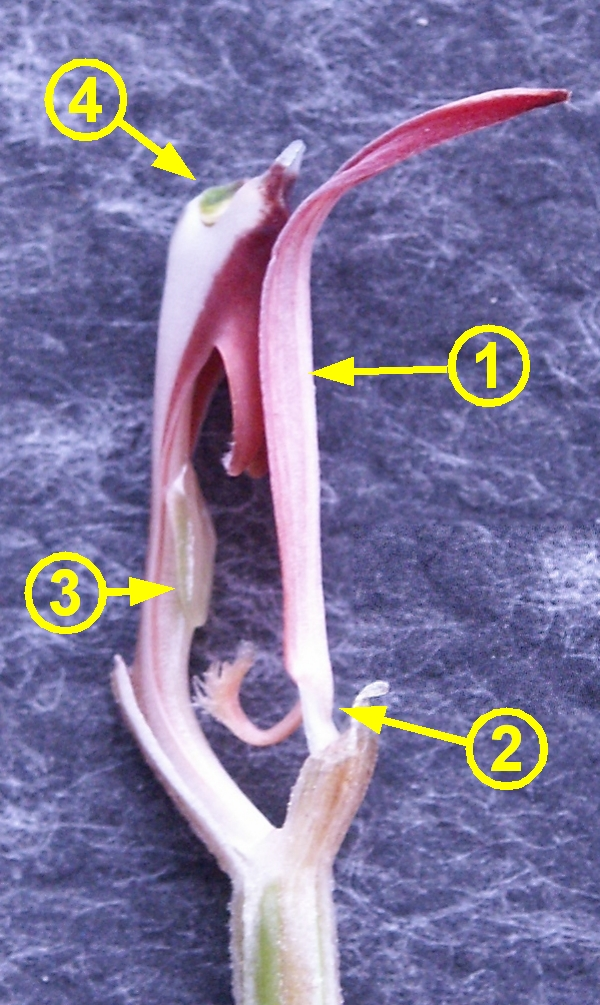
Pterostylis coccina, kelk- en kroonbladen verwijderd
(1) - lip
(2) - scharnier
(3) - stempel
(4) - pollinia

Bij een aantal soorten heeft de bloem een scharnierende lip, die dichtslaat bij aanraking door een insect. De lip en de andere kelk- en kroonbladen vormen daardoor een lange buis, met midden in het gynostemium. Het insect moet achteruit zijn weg naar buiten zoeken, waarbij het de pollinia meeneemt. Bij een volgend bezoek worden de pollinia op dezelfde manier achtergelaten op een andere bloem.

## Voorkomen
Pterostylis-soorten zijn beperkt tot het Australaziatisch gebied: Australië, Nieuw-Zeeland, Papoea-Nieuw-Guinea, Nieuw-Caledonië en Tasmanië. De planten groeien bij voorkeur op schaduwrijke plaatsen en bloeien bij gematigde temperaturen in de winter of herfst. In de zomer verdrogen de bovengrondse delen.

## Taxonomie
Het geslacht bevat afhankelijk van de gevolgde taxonomie 70 tot 160 soorten. De typesoort is Pterostylis curti R. Br. (1810)